# أربعة أسود
أربعة أسود (بالإنجليزية: Four Lions)‏ هو هجاء
أُصدر في 2010، و21 أبريل 2011، في ألمانيا. الفيلم من إنتاج فيلمفور برودكشنز ‏، ووايلد بانتش ‏، وستوديو كنال المملكة المتحدة، وWarp Films ‏.، وكَتَب السيناريو جيسي أرمسترونغ، وكريس موريس (ممثل)، وسام باين.

## القصة
تقع أحداث الفيلم في لندن. تدور أحداث الفيلم حول أربعة رجال مسلمين بريطانيين متطرفين يعيشون في شيفيلد (ثلاثة منهم باكستانيون بريطانيون) يطمحون إلى أن يصبحوا مفجرين انتحاريين: عمر، الذي ينتقد بشدة المجتمع الغربي والتدخل في شؤون الدول الأخرى؛ وابن عمه واج؛ وباري، وهو رجل إنجليزي متحول إلى الإسلام سريع الغضب ومتهور؛ وفيصل. وعندما يسافر عمر وواج إلى معسكر تدريب تابع لتنظيم القاعدة في باكستان، يجند باري عضوًا خامسًا، اسمه حسن، بعد أن شهد تظاهره بارتكاب تفجير انتحاري في مؤتمر. وينتهي التدريب في باكستان بكارثة عندما يدمر عمر عن طريق الخطأ جزءًا من المعسكر أثناء محاولته إسقاط طائرة دون طيار مشتبه بها؛ ويضطر الاثنان إلى الفرار. ويستخدم عمر التجربة لاحقًا لتأكيد سلطته على المجموعة عند عودته إلى بريطانيا.

## طاقم التمثيل
- ريز أحمد
- Craig Parkinson [الإنجليزية]‏
- Preeya Kalidas [الإنجليزية]‏
- William El-Gardi ‏
- Alex Macqueen [الإنجليزية]‏
- جوليا دافيس
- عديل اختار
- بيندكت كامبرباتش
- كايفان نوفاك
- نايجل ليندسي
- آرشر علي

## الاستقبال

### الجوائز والترشيحات
الجوائز
صُنف الفيلم من ضمن أفضل 10 أفلام عام 2010، وفقًا لـ«مجلة تايم».
الترشيحات

## وصلات خارجية
- أربعة أسود على موقع IMDb (الإنجليزية)
- أربعة أسود على موقع ميتاكريتيك (الإنجليزية)
- أربعة أسود على موقع روتن توميتوز (الإنجليزية)
- أربعة أسود على موقع نتفليكس (الإنجليزية)
- أربعة أسود على موقع ألو سيني (الفرنسية)
- أربعة أسود على موقع Turner Classic Movies (الإنجليزية)
- أربعة أسود على موقع أول موفي (الإنجليزية)
- أربعة أسود على موقع بوكس أوفيس موجو (الإنجليزية)
- أربعة أسود على موقع فيلمافينيتي (الإسبانية)
- أربعة أسود على موقع قاعدة بيانات الأفلام السويدية (السويدية)